# Charles Durantin
Pour les articles homonymes, voir Durantin.
Charles Durantin, né le 8 janvier 1928 à La Talaudière et mort le 2 janvier 2015 à Saint-Priest-en-Jarez, est auteur-compositeur, et poète français.

## Biographie
Charles Durantin est ancien mineur de fond qui a passé trente années dans les mines du bassin de Saint-Étienne (vingt-cinq années passés sous le sol à la Chazotte Saint-Jean-Bonnefonds, cinq à Roche-la-Molière).
Retraité, il a écrit trois recueils de poésie et composé une centaine de chansons, deux comédie musicales.
« Après avoir soulevé des tonnes de charbon et cailloux, il jongle depuis un demi-siècle avec les mots. Auteur-compositeur, poète, à 82 ans, il pétille de formules et calembours »